# Carlia jarnoldae
Carlia jarnoldae är en ödleart som beskrevs av  Jeanette Adelaide Covacevich och INGRAM 1975. Carlia jarnoldae ingår i släktet Carlia och familjen skinkar. Inga underarter finns listade.